# Selección juvenil de rugby de Uruguay
La selección juvenil de rugby de Uruguay también conocida como Teritos es el equipo nacional de rugby regulada por la Unión de Rugby del Uruguay (URU). La edad de sus integrantes varía según la edad máxima permitida del torneo, en los Sudamericanos A son para menores de 18 y 19 denominándose a la selección Teros M-18 y M19 respectivamente; para los torneos internacionales Teros M20, en el pasado existieron selecciones M21.

## Reseña histórica
La URU formó una selección juvenil M18 que se presenta al primer Sudamericano celebrado en Argentina en 1972 clasificando en el tercer puesto detrás de los anfitriones y los chilenos. En el 1998 participa del primer Sudamericano M21 de Asunción, Paraguay ubicándose en el 3º puesto igual suerte tuvo al año siguiente, pero en el 2000 logra el vicecampeonato en el que Los Teritos oficiaron de locales en Montevideo. Desde que la CONSUR, hoy Sudamérica Rugby, dividió en 2008 los torneos Sudamericanos M18 en dos niveles, los Teritos siempre han participado en el de mayor categoría (nivel A) y habitualmente se ubica en el 2º o 3º puesto de la clasificación final, con un desempeño similar al de su par chileno.
Hasta 2001, las categorías juveniles en mundiales y competencias regionales, eran de M19 y M21. Los cambios de la IRB se debieron a que con la evolución del rugby, chicos de 20 años, ya participaran en sus selecciones mayores, obteniendo como resultado el salto de etapas. La nueva implementación, que fue unificar en una sola categoría la (M20) que permite trabajar con jugadores desde edades más tempranas para lograr mejores bases para el futuro y cumplir las etapas de juveniles, llegando a las mayores con más experiencia internacional.
En el Sudamericano de Paraguay en 2001, Los Teritos, entrenados por Bruno Grunwaldt y José Brancato, consiguen la primera clasificación al mundial juvenil de la categoría M20, tras los cambios de la IRB. Esa generación (1980/81), que por edad no pudo participar en el mundial siguiente, le permitió a la siguiente camada, (nacidos en 1982 en adelante), asistir al primer mundial juvenil M20, realizado a principios de 2003. El Sudamericano de 2002, se realizó en Buenos Aires, y esa selección la integraron en su mayoría jugadores nacidos en 1982, y en algunos puestos jugadores nacidos un año antes, para rápidamente superar la transición y adaptarse a los cambios y llegar de la mejor manera al mundial de la futura categoría M20. De ahí en más, la competencia se lleva a cabo anualmente para esa categoría.
En marzo de 2019 por primera vez los Teritos consiguieron ganarle un partido a sus pares argentinos, apodados, los Pumitas. Este partido se dio en categoría M20, y correspondió a la final del Sudamericano A 2019 jugado en Montevideo.
Uruguay, a nivel global compitió en los extintos mundiales M19 instituidos por la FIRA. Años después, participó del primer Trofeo Mundial de Rugby Juvenil (2ª categoría) celebrado en Chile en el 2008 y logra el título venciendo en los 4 partidos que disputó, triunfo que le permitió subir al Campeonato Mundial de Rugby Juvenil (1ª categoría) al año siguiente. No logró mantenerse en este nivel ni ha clasificado en los años siguientes. Actualmente, Los Teritos juegan unos 10 partidos al año entre Sudamericanos, amistosos y Mundiales si logra su clasificación.

## Uniforme
La indumentaria principal consta de una camiseta celeste con vivos negros y short y medias negras similar a la que presenta la selección mayor. La indumentaria secundaria varía, usualmente se invierte los colores de la camiseta y el short negro o blanco al igual que las medias.

## Palmarés
- Mundial M19 División B (1): 2003[7]
- Mundial M19 División C (1): 1991
- Trofeo Mundial (1): 2008[8]
- Sudamericano (8): 1980, 2014, 2015, 2016, 2018, 2019, 2019-II, 2024
- U20 Canada Conference (1): 2022
- Campeonato Argentino Juvenil Ascenso (2): 2004, 2019
- Campeonato Argentino Juvenil Desarrollo (2): 2003 (M18), 2003 (M20)
- Campeonato Argentino Select 12 (1): 2018

## Participación en copas
| - España 1992: 6º puesto - Francia 1993: 7º puesto - Francia 1994: 5º puesto - Rumania 1995: 8º puesto - Italia 1996: 10º puesto - Argentina 1997: 9º puesto - Francia 1998: 8º puesto - Gales 1999: 14º puesto - Francia 2000: 12º puesto - Chile 2001: 8º puesto - Italia 2002: 15º puesto - Francia 2003: Campeón - Sudáfrica 2004: 2º puesto - Sudáfrica 2005: 2º puesto - EAU 2006: 6º puesto - Irlanda del Norte 2007: 6º puesto - Francia 1991: Campeón invicto - no participó - Japón 2009: 16º puesto (último) - Georgia 2026: A disputarse - Chile 2008: Campeón invicto - Rusia 2010: 5º puesto - Georgia 2011: 4º puesto - Estados Unidos 2012: no clasificó - Chile 2013: 7º puesto - Hong Kong 2014: 4º puesto - Portugal 2015: 3º puesto - Zimbabue 2016: 6º puesto - Uruguay 2017: 3º puesto - Rumania 2018: 5º puesto - Brasil 2019: 4º puesto - Kenia 2023: 2º puesto - Escocia 2024: 4.º puesto - Asunción 1998: 3º puesto - Santiago 1999: 3º puesto - Montevideo 2000: 2º puesto - Asunción 2001: 3º puesto - Buenos Aires 2002: 2º puesto - Santiago 2003: 2º puesto - Buenos Aires 2004: 2º puesto - Encarnación 2005: 2º puesto - Santiago 2006: 3º puesto - Posadas 2007: 2º puesto - Asunción 2018: 2º puesto - Montevideo 2019: 2º puesto - Asunción 2019: 3º puesto - Rio Segundo 2023: 3º puesto - Rio Segundo 2024: 2° puesto - La Rioja 2025: 4° puesto (último) | - Sudamericano 1972: 3º puesto - Sudamericano 1974: ? - Sudamericano 1976: 2º puesto - Sudamericano 1978: 2º puesto - Sudamericano 1980: Campeón - Sudamericano 1982: 2º puesto - Sudamericano 1984: 3º puesto - Sudamericano 1986: 3º puesto - Sudamericano 1988: 2º puesto - Sudamericano 1990: 3º puesto - Sudamericano 1993: ? - Sudamericano 1994: 2º puesto - Sudamericano 1996: 2º puesto - Sudamericano 1998: 2º puesto - Sudamericano 1999: 2º puesto - Sudamericano 2000: 3º puesto - Sudamericano 2002: 3º puesto - Sudamericano 2003: 3º puesto - Sudamericano 2004: 2º puesto - Sudamericano 2005: 3º puesto - Sudamericano 2006: 2º puesto - Sudamericano 2007: 2º puesto - Sudamericano A 2008: 3º puesto - Sudamericano A 2009: 2º puesto - Sudamericano A 2010: 2º puesto - Sudamericano A 2011: 3º puesto - Sudamericano A 2012: 3º puesto - Sudamericano A 2013: 2º puesto - Sudamericano A 2014: Campeón invicto - Sudamericano A 2015: Campeón invicto - Sudamericano A 2016: Campeón invicto - Sudamericano A 2017: 2º puesto* - Sudamericano A 2019: Campeón invicto - Sudamericano A 2022: 2º puesto - Sudamericano A 2023: 2º puesto - Sudamericano A 2024: Campeón (*) torneo no oficial - Sudamericano A 2018: Campeón invicto - Sudamericano A 2019: Campeón invicto - Consur Cup 2014: 2º puesto - SRC Juvenil 2015: 2º puesto - SRC Juvenil 2016: 2º puesto - SRC Juvenil 2017: suspendido - SRC Juvenil 2018: 2º puesto - Urucup 2015: 5º puesto - International Series 2021: 4º puesto (último) - U20 Canada Conference 2022: Campeón invicto |